# 子序列
在数学中，某个序列的子序列是从最初序列通过去除某些元素但不破坏余下元素的相对位置（在前或在后）而形成的新序列。 
正式地说，假设 X 是集合而 (ak)k ∈ K 是 X 中的序列，其中若 (ak) 是有限序列，则 K = {1,2,3,...,n}；若 (ak) 是无限序列，则K = {\displaystyle \mathbb {N} }  。则 (ak) 的子序列是形如 {\displaystyle (a_{n_{r}})} 的序列，这里的 (nr) 是在索引集合 K 中严格递增序列。

## 定義
假設有一條數列{\displaystyle X_{n}=(x_{1},x_{2},x_{3},x_{4},\cdots )}。可以在里面抽出指定的項組成新的子數列，{\displaystyle X_{n}'=(x_{2},x_{4},x_{6},x_{8},\cdots )}。
因為{\displaystyle X_{n}=(x_{n})}，{\displaystyle n\in \mathbb {N} }是自然數，而且它会隨着項數增加而增加，所以它的子數列{\displaystyle X_{n}'=(x_{n_{k}})}，{\displaystyle n_{k}\in \mathbb {N} }都會隨着項數增加而增加。
注意：子數列的次序必須和主數列的次序一样。
例子
{\displaystyle X_{n}=(1,2,3,4,5,6,7,8\cdots )}，只抽出雙數項，就會有子數列。{\displaystyle X_{n}'=(2,4,6,8\cdots )}。

## 性質
有二种定义

### 定义一
令 {\displaystyle (a_{n})_{n\in \mathbb {N} }} 为一任意序列及 {\displaystyle n_{1}<n_{2}<n_{3}<\cdots } 皆为自然数。那么，稱序列
{\displaystyle a_{n_{1}},a_{n_{2}},a_{n_{3}},\cdots }
是 {\displaystyle (a_{n})} 的一子序列。其符号表示为 {\displaystyle (a_{n_{j}})}，其中 {\displaystyle j\in \mathbb {N} } 是子序列的索引。

### 定义二
對任意兩序列 {\displaystyle (y_{n})_{n\in \mathbb {N} }} 及 {\displaystyle (a_{n})_{n\in \mathbb {N} }}，稱 {\displaystyle (y_{n})} 是 {\displaystyle (a_{n})} 的一子序列若且唯若
1. {\displaystyle (y_{n})} 是由 {\displaystyle (a_{n})} 的元素所组成。
2. 存在一严格递增函数 {\displaystyle f:\mathbb {N} \to \mathbb {N} }，使得对所有 {\displaystyle n\in \mathbb {N} }， {\displaystyle y_{n}=a_{f(n)}}

## 例子
令 {\displaystyle (a_{n})_{n\in \mathbb {N} }} 为一序列
{\displaystyle \left({\frac {1}{n}}\right)_{n\in \mathbb {N} }=\left(1,{\frac {1}{2}},{\frac {1}{3}},\cdots \right)}
那么，以下序列
{\displaystyle (y_{n})_{n\in \mathbb {N} }=\left({\frac {1}{n^{2}}}\right)_{n\in \mathbb {N} }=\left(1,{\frac {1}{4}},{\frac {1}{9}},\cdots \right)}
是 {\displaystyle (a_{n})} 的子序列之一。对应定义里的自然数子序列 {\displaystyle (n_{1},n_{2},n_{3},\cdots )} 为 {\displaystyle (n^{2})_{n\in \mathbb {N} }}，而所对应的映射函数为 {\displaystyle f(n)=n^{2}}。

## 引用
本條目含有来自PlanetMath《Subsequence》的內容，版权遵守知识共享协议：署名-相同方式共享协议。